# Knut Knudsen
Knut Knudsen, född den 12 oktober 1950 i Levanger, Norge, är en norsk före detta tävlingscyklist som tog OS-guld i individuellt förföljelselopp vid olympiska sommarspelen 1972 i München.

## Utmärkelser
Knudsen tilldelades Norska sportjournalisternas statyett 1972 och 1973.